# 敦賀八景
敦賀八景（つるがはっけい）は、近江八景にならって、江戸時代に選定された福井県敦賀市周辺の8つの景勝地。

## 由来
敦賀八景の最も古いものは1680年（延宝8年）『敦賀八景』の写本にあらわれる。各景色ごとに伊藤自堅の七言絶句の詩および打它貞能の和歌が付けられている。
- 金崎夜雨、天筒秋月、
- 気比晩鐘、野坂暮雪、
- 今浜夕照、櫛川落雁、
- 常宮晴嵐、清水帰帆

また、上記と同時期の打它貞能の和歌集『春水集』には、敦賀十景が載せられている。
- 気比紅梅、天筒秋月、金崎晩鐘、清水帰帆、安玉眺望、
- 伊呂旅泊、野坂暮雪、櫛川凝翠、常宮籠燈、道口行人

さらに、1688年（貞享5年）『敦賀名勝詩』において、法橋道碩が敦賀名所十七景を選び、詩をつけた。
- 筒飯ノ春望、天筒ノ秋月、櫛川ノ凝翠、野坂ノ暮雪、清水ノ帰帆
- 阿曽ノ夜釣、金ヶ崎晩鐘、常宮ノ古廟、道ノ口行人、伊呂ノ旅泊
- 安玉ノ林亭、永建ノ晨誦、永厳ノ夕梵、瓜破ノ晩涼、水嶋ノ閑鴎
- 大原ノ山花、鞠山ノ晴望

このような従来の八景、十景、十七景から、取捨選択し、江戸後期の狂歌師である柿谷半月（1772 - 1842年）が、『敦賀風景八ツ乃詠』（つるがふうけいやっつのうた）を発刊した。長谷川幸山の色刷り版画とともに、半月自身の狂歌を添え、また過去敦賀に訪れた松尾芭蕉や西行などの俳句や和歌も載せ、名所案内としているところに特徴があり、敦賀八景の決定版とも言えるものとなっている。
- 常宮夜雨、気比秋月、金前寺晩鐘、栄螺ヶ岳暮雪、
- 今橋夕照、花城落雁、白鷺松晴嵐、金ヶ崎帰帆

## 敦賀風景八ツ乃詠
各景色の冒頭に柿谷半月が「雁返舎」の名で狂歌を添え、ゆかりの歌人の俳句や和歌も合わせて載せられている。
- 表紙には敦賀津の全景を載せ、北前船などが入港する当時の賑わいを描いている。
- 「もろ国の船玉神の御幸浜 問屋は塵にまじる賑わい」

常宮夜雨（じょうぐう の やう）北緯35度41分24.7秒 東経136度1分48.6秒 / 北緯35.690194度 東経136.030167度
- 「姫神によなよな雨のかよへども 松のみさほのいろはかはらじ」 雁返舎
- 社頭花多
- 「けおされて見ゆる日本の犬さくら このみやしろの花軍にも」 二松庵倭文
- 龍燈松有 大三十日夜此松に 龍宮より神燈を献る
- 「龍の火を 見に行垢離や 除夜の風呂」 半月
- 「潮そまる ますほの小貝 拾ふとて 色の浜とや いふにやあらん」 西行法師

敦賀半島にある常宮神社、姫神とは祭神の神功皇后を指す。往時は拝殿が海辺にあり、浮御殿で知られていた。春は桜、秋は紅葉に包まれ、海に映え、壮観であった。現在でも四季折々の草花が鑑賞できる神社である。かつて、拝殿のそばには「龍燈の松」と呼ばれる老松があり、大晦日の夜に神燈が海上に現れ、この松にかかると伝えられていた。現在は、拝殿前に県道が走り、老松も枯れたために1968年（昭和43年）に伐採されている。常宮から北へ行くと、西行の歌にあるますほの小貝を拾おうと、芭蕉も訪れた色ヶ浜である。
気比秋月（けひ の しゅうげつ）北緯35度39分17.4秒 東経136度4分29秒 / 北緯35.654833度 東経136.07472度
- 「盃を手にうけもちの月見酒 松のあひよりさすも又よし」 雁返舎
- 遊行上人 砂持ちの例あり
- 「月清し 遊行のもてる 砂のうへ」 芭蕉
- 寅卯のかた天筒山あり 行幸山ともいふ 社家河端氏の林泉にのぞみて
- 「萬代もすむべき水をせき入れて むかふ御幸の山しづかなり」 加茂秀鷹

越前一宮の氣比神宮、主神は伊奢沙別命（いざさわけのみこと）、別名 保食神（うけもちのかみ）とも呼ばれる。1301年（正安3年）、遊行二世上人（他阿真教）が、参道がぬかるみ、参詣者が難渋していることから、自ら砂を運び整備を行った故事にちなみ、現在も時宗大本山遊行寺（藤沢市の清浄光寺）の管長が交代する毎に御砂持ちの神事を行っている。氣比神宮の東北東の方角に南北朝や戦国時代に戦いの舞台となった天筒山があるが、祭神の仲哀天皇が行幸されたと伝えられており、行幸山とも言われる。
金前寺晩鐘（こんぜんじ の ばんしょう）北緯35度39分48.2秒 東経136度4分33.8秒 / 北緯35.663389度 東経136.076056度
- 「くれかきり帰りてあすも金前寺 入相の鐘にちる花の友」 雁返舎
- 芭蕉堂 桜の亭ともいふ 当津名物干瓢てふ妓をいざなひ遊て
- 「笄やちり行 はなのおもしとも」 其角
- 此ほとり石灰竈多し
- 「桜ちる 此下陰の石灰は そらにしられぬ雪の白妙」 半月

金前寺は高野山真言宗の寺院で、本尊は袴掛け観音として知られ、桜の名所でもある。芭蕉も来訪した。後年、芭蕉の門人の宝井其角が遊女を伴い訪ね、歌を詠んだ。干瓢は夕顔の実からつくるが、その花が夕刻に花を咲かせ、遊女も夕べに顔をさらすことから干瓢と呼ばれていた。金前寺のある金ヶ崎周辺は古くから石灰岩が産出され、これを焼いて得られる生石灰から消石灰とし、白壁の漆喰として利用した。現在では、セメント工場が操業している。
栄螺ヶ岳暮雪（さざえがだけ の ぼせつ）北緯35度43分29.7秒 東経136度0分45.4秒 / 北緯35.724917度 東経136.012611度
- 「金掘りのともし火よりもあかるきは さゞいがたけの雪の夕ぐれ」 雁返舎
- 地紙雪
- 「栄え行みなとのさまをあふぐべし 扇の形に消え残る雪」 半月
- 言葉石 いせのあふむ石に ひとしき岩也
- 「これやかの小町の歌の言葉石 あふむかへしに答えこそすれ」 大津乙立

栄螺ヶ岳は、西方ヶ岳と連なる敦賀半島の山である。日本海からの季節風の影響で、毎冬、積雪がある。春を迎え、残雪の時期には雪形で入船の多寡を占ったという。また、花崗岩の地質であり登山道沿いにも巨岩が散在している。常宮神社からの西方ヶ岳への登山道の途中にオーム岩という岩があり、25m手前に離れた特定の場所（聞く石、呼び石という）からオーム岩に向かって声を掛けると、反響し、近くで答えているように聞こえる。宝暦年間に見出され、言葉石と名付けられ、小浜藩主も見に来るほど有名であったという。
今橋夕照（いまはし の ゆうしょう）北緯35度39分23.7秒 東経136度3分57.4秒 / 北緯35.656583度 東経136.065944度
- 「夕日影 天の岩戸のむかしより 今はし同じ西にこそ入れ」 雁返舎
- 此ほとり茶を商ふ家多し
- 「太刀はさや治る御代の名物は 袋に入て弓のつるが茶」 半月
- 「見るたびに富士かとぞおもふ野坂山 消えぬが上に雪のふれれば」 小松重盛公

1635年（寛永12年）、小浜藩主の酒井忠勝が、敦賀の町の振興のため、笙の川に橋を架け、茶の商売を始めるように命じたという。新たに今架けたという意味から今橋と名付けられた。この今橋周辺は北国へ茶を出荷するための茶問屋が多く立ち並ぶようになり、やがて茶町（現在の川崎町）と呼ばれた。なお、笙の川は、昭和初期に付け替えられ、西側に移動しており、現在の今橋付近は船溜まりとなっている。敦賀のランドマークである野坂岳は、敦賀富士と言われる。平清盛の長子の平重盛は、琵琶湖と敦賀湾を結ぶ運河建設を命じられ、現在の敦賀市関付近の歌ヶ谷に居を構え、先の歌を詠んだという。
花城落雁（はなじり の らくがん）北緯35度39分31.6秒 東経136度2分28.5秒 / 北緯35.658778度 東経136.041250度
- 「花城のそらにつながる雁かねは 長蛇のそなへ見せて落けり」 雁返舎
- 「雁啼て 寒さも帰る 浜辺哉」 大坂 奇淵
- 継子落としといへる所にてよめる
- 「鶯のまゝ子ときけば あはれなり うなひ小鳥のおちかへりなく」 松前城下 畑の物也

花城とは気比松原の西端あたりの地名である。織田信長が越前攻めの際に陣を敷いた山城があったと言われる。現在、この付近は、井ノ口川に花城橋がかかり、敦賀半島の海岸沿いの県道へと続いているが、昔は急崖に道があり、継子落としという危険な場所があったとみられる。奇淵は大坂出身の俳人の菅沼奇淵（すがぬまきえん）である。
白鷺松晴嵐（しらさぎのまつ の せいらん）北緯35度39分21.8秒 東経136度2分55.8秒 / 北緯35.656056度 東経136.048833度
- 「吹なびく はた手にまがふ浮雲も はれて行衛や しらさぎの松」 雁返舎
- 一夜松といへりければ
- 「よし菫つみにこずとも此けしき なつかしみねむ ひと夜松原」京 繁雅
- 「家もとのわれもおよばじ此浜の 砂の物なる松の一色」 六角池坊専定翁

昔、敦賀に蒙古襲来したときに、一夜にして松林が現れ、多数の白鷺が松の頂きに留まり、それを軍勢の旗と見た蒙古は逃げていったという。この故事から、現在の気比松原は、一夜の松原、白鷺の松と呼ばれていた。古くから景勝地として有名であり、多くの文化人に愛で、賞されてきた。繁雅は京都の狂歌宗匠の山田繁雅、また池坊専定（いけのぼうせんじょう）は華道の家元である。
金ヶ崎帰帆（かながさき の きはん）北緯35度39分58.4秒 東経136度4分26.6秒 / 北緯35.666222度 東経136.074056度
- 「吹き付ける風は敦賀の宝ふね まうけて帰るかねか崎かな」 雁返舎
- 海中に鐘あり
- 「月いつこ 鐘は沈める うみの底」 芭蕉
- 安玉庵
- 「安玉の由来はとまれ春けしき これは天下に伝へてもよし」 団部 福田轍
- 夜漁遠景
- 「鞠山にかゝるともなくありありと くれに数ある沖のいさり火」 半月

南北朝時代に戦いの舞台となった金ヶ崎で、足利軍に敗れた新田軍が、陣鐘を海に沈めたという。この故事を聞いた芭蕉は先の俳句を残した。この句碑が現在の金前寺境内にある。南北朝の頃は、金前寺の観音堂が現在の金ヶ崎宮社務所付近にあったと言われ、後世そこに安玉庵と言われる建物ができ、町民の遊山場所であったという。金ヶ崎の北に鞠山と呼ばれる地域があり、小浜藩酒井氏の分家が治めた鞠山藩があったところである。敦賀藩とも呼ばれ、小藩ながら寺社奉行や若年寄といった要職に就くものもいた。現在の金ヶ崎周辺は、開発が進み、海岸は埋め立て、港湾施設が設けられ、セメント工場、火力発電所、フェリーターミナルもあり、往時の風景は偲ぶよすがもない。